# Щукіна Наталія Геннадіївна
Наталія Геннадіївна Щукіна (нар. 27 липня 1948; Броди) — український фізик та астроном, член-кореспондент НАН України, учасниця багатьох міжнародних проєктів, зокрема разом з Інститутом астрофізики на Канарських островах в Іспанії й Астрономічним інститутом Утрехтського університету в Нідерландах.

## Біографія
Народилася Наталія Щукіна 27 липня 1948 року в місті Броди, Львівської області.
У 1971 році закінчила Казанський федеральний університет.
З 1973 року працює у Головній астрономічній обсерваторії НАН України.
5 червня 1985 року здобула науковий ступінь кандидата фізико-математичних наук (спеціальність — Геліофізика і фізика Сонячної системи).
15 травня 2002 року здобула ступінь доктора фізико-математичних наук, а 1 грудня стала завідувачем відділу фізики Сонця Головної астрономічної обсерваторії.
У 2005 році стала лауреатом премії імені М. П. Барабашова за серію робіт «Спектральні дослідження зірок та комет» (спільно з Іваном Вакарчуком та Климом Чурюмовим).
У 2006 році Наталія Щукіна здобула вчене звання «старший науковий співробітник».
13 квітня 2012 року стає членом-кореспондентом НАН України відділення фізики й астрономії (спеціальність — астрофізика, фізика Сонячної системи)
Із 2015 року — член Бюро відділення фізики й астрономії НАН України.
У 2018 році нагороджена орденом княгині Ольги III ступеня.

## Наукові дослідження та досягнення
Наукові дослідження стосуються переносу спектрополяриметрії, випромінювання, хімічного складу та еволюції зірок, геліосейсмології, структури та динаміки сонячної фотосфери, спостережувальної астрофізики. Наталія Щукіна розв'язала проблему багаторівневого переносу випромінювання в одновимірних та тривимірних моделях атмосфер Сонця та зір.
Свого часу Наталія Щукіна під час співпраці з колегами з Нідерландів та Норвегії запропонувала механізм, який дозволив пояснити причини свічення нового класу спектральних ліній, відкритих на початку 1980-х років у далекому інфрачервоному спектрі Сонця. Це дало можливості для діагностики з їхньою допомогою сонячних магнітних полів.
Також завдяки зусиллям Наталії Щукіної та її колег Сергія Осипова й Романа Костика була проведена реконструкція сонячного телескопа АЦУ-5, і тепер за спектральною роздільною здатністю він — у четвірці найкращих у світі.